# Evangelische Stiftungen Osnabrück
Die Evangelischen Stiftungen Osnabrück (ESO) sind ein Zusammenschluss von Stiftungen, die sich teilweise bis ins Mittelalter zurückverfolgen lassen. Hauptzweck der gemeinnützigen Einrichtung ist heute die Förderung von Angeboten in der Jugend- und Altenhilfe, von Weiterbildungsmöglichkeiten in den Bereichen Erziehung, Gesellschaft und Beruf, sowie die individuelle Unterstützung von bedürftigen Personen. Um diese Ziele zu verwirklichen, kooperieren die ESO mit unterschiedlichen Partnern aus dem diakonischen und städtischen Umfeld in Osnabrück.

## Aufgabe und Ziele
Die ESO sind eine rechtsfähige, kirchliche Stiftung des bürgerlichen Rechts mit Sitz in Osnabrück. Sie arbeiten seit über 750 Jahren in Osnabrück. Ihr Stiftungszweck orientiert sich am christlichen Menschenbild, nach dem jeder Mensch ein uneingeschränktes Recht auf ein menschenwürdiges Leben und respektvollen Umgang hat.
In der Satzung der Evangelischen Stiftungen vom 3. März 2014 sind die Förderbereiche entsprechend dargelegt. Ihre Fördertätigkeiten gliedern sich daher in vier Schwerpunkte:
- Bedürftige Einzelpersonen,

- diakonische Einrichtungen wie Pflegeheimen, Seniorenwohnanlagen, Beratungsstellen und anderen Einrichtungen zur Hilfe für gefährdete Menschen,
- Kindertagesstätten,

- Projekte in den Bereichen Alten-, Jugend- und Flüchtlingshilfen, der Bildung einschließlich der Öffentlichkeitsarbeit.

## Organisation
Institutioneller Sitz der ESO ist die Geschäftsstelle der Stiftung in Osnabrück. Geleitet wird die Stiftung von einem Verwaltungsrat und einem Vorstand.
Der Verwaltungsrat besteht aus zwölf Mitgliedern. Er beruft den Vorstand der Stiftung und unterstützt seine Arbeit. Im Verwaltungsrat sitzen jeweils sechs Kirchenvertreter und sechs Vertreter aus Stadtrat und Stadtverwaltung von Osnabrück. Derzeitiger Verwaltungsratsvorsitzender ist Jens Meier aus dem Rat der Stadt Osnabrück, sein Stellvertreter ist Joachim Jeska, Superintendent des Evangelisch-lutherischen Kirchenkreises Osnabrück.
Die Geschäfte der Stiftung werden von einem Vorstand geführt. Er vertritt die Evangelischen Stiftungen nach außen und leitet die Geschäftsstelle der Stiftung. Seit März 2013 ist der Diplomökonom Johannes Andrews Vorsitzender des Vorstands. Wichtige Entscheidungen der Stiftung werden in gegenseitigem Einvernehmen von Vorstand und Verwaltungsrat gefällt.
Die Stiftung ist Mitglied im Diakonischen Dienstgeberverband Niedersachsen.

## Stiftungsvermögen
Die ESO verfügen über ein Stiftungsvermögen von rund 46 Millionen Euro. Dazu gehören Waldflächen mit einer Größe von circa 450 Hektar, ungefähr 150 Immobilien und etwa 600 Erbpachtgrundstücke.
Durch die Anlage des Vermögens wollen die Stiftungen einerseits seinen Wert erhalten, zum anderen soll es die kontinuierliche und verlässliche Förderung von Projekten garantieren.
Treuhandstiftungen
Die ESO sind als Treuhänder aktiv und wurden im Jahr 2015 als geprüfter Stiftungstreuhänder zertifiziert. Das den Evangelischen Stiftungen übertragene Stiftungsvermögen wird dabei getrennt vom eigenen Vermögen gemäß den Satzungsbestimmungen der Stiftung verwaltet.
Derzeit verwalten die Stiftungen zwei Treuhandstiftungen: Die Dr.-Wilhelm-Heemeyer Stiftung und die Stiftung Evangelische Familienbildungsstätte. Zusammen haben die beiden treuhänderisch verwalteten Stiftungen einen Wert von 3,2 Millionen Euro.

## Fördertätigkeiten
Im Jahr 2016 wurden 31 soziale Projekte in Osnabrück mit insgesamt 726.000 Euro gefördert. Der größte Teil der Förderung fließt dabei in die Finanzierung von Projektvorhaben und von gemeinnützigen Einrichtungen ohne konkrete Zweckbindung, ein geringerer Teil wird direkt für die Unterstützung von benachteiligten Personen und Menschen in Not aufgewandt.
Das Spektrum der geförderten Projekte umfasst Angebote, die die Integration von geflüchteten Menschen unterstützen sollen, Hilfsangebote für Menschen in unterschiedlichsten Notlagen sowie Angebote für Familien und Senioren.

## Partner
Die ESO kooperiert mit den folgenden Institutionen:
- Dauerausstellung „Rosenstraße 76 – Häusliche Gewalt überwinden“
- Diakonisches Werk in Stadt und Landkreis Osnabrück

- Evangelische Familienbildungsstätte e.V. Osnabrück

- Evangelisch-lutherische Kirchenkreisverband Osnabrück-Stadt und -Land

## Geschichte
Ihren Ursprung sehen die ESO in dem 1250 eingerichteten Hospital zum Heiligen Geist, das bereits im Mittelalter zu einem wichtigen Zufluchtsort für arme, kranke und alte Menschen wurde. Zusammen mit zwei weiteren, wenig später eingerichteten Krankenhäusern spielte es eine wichtige Rolle bei der Fürsorge bedürftiger Menschen in Osnabrück.
1620 erwarben die ESO den wenige Jahre zuvor abgebrannten Tecklenburger Hof und bauten ihn als Waisen- und Armenhaus wieder auf. Der daraus hervorgehende Waisenfonds wurde zu einer wichtigen Ergänzung der Stiftungen.
Im Laufe des Mittelalters bauten Waisenfonds und Hospitäler ihren Grundbesitz stetig aus. 1833 nutzten sie ihn als Basis für die Einrichtung des „Kirchen- und Schulfonds“, der zunächst nichts mit Schulen zu tun hatte, sondern lediglich den drei Spitälern zugutekam. Erst später verschob sich der Hauptzweck des Fonds aus stadtpolitischen Gründen auf die Unterstützung der evangelischen Schulen in Osnabrück.
Soziale und wirtschaftliche Umwälzungen hatten zu Beginn des 19. Jahrhunderts weitreichende Auswirkungen auf den Grundbesitz der Stiftungen. Änderungen in der Bodenpolitik führten beispielsweise zur Abschaffung der Leibeigenschaft, wodurch die einstmals den Einrichtungen zugehörigen Höfe ihre Unabhängigkeit erlangten. Zudem kam es im frühen 19. Jahrhundert zu einer Neuverteilung gemeinschaftlich genutzter Landflächen. Dabei verloren die Stiftungen zwar Teile ihrer Gründe, erhielten aber großzügige Abfindungen. Im Jahr 1893 wurde ihr Besitz schließlich erstmals genau erfasst: Damals verwalteten sie Gründe mit einer Größe von 213 Hektar, und ihr Vermögen umfasste rund 990.000 Reichsmark.
Der Zusammenschluss zu den „Evangelischen Stiftungen Osnabrück“ (ESO) erfolgte schließlich im Jahr 1931. Der Plural im Namen spiegelt die Geschichte wider und trägt den vielen unterschiedlichen Einzelvermögen Rechnung, aus denen die ESO entstanden sind.